# Karel Dujardin
Pour les articles homonymes, voir Dujardin.
Karel Dujardin, baptisé à Amsterdam le 27 septembre 1626 et mort à Venise le 20 novembre 1678, est un peintre et graveur néerlandais (Provinces-unies) du siècle d'or, connu pour ses paysages italianisants. Il fit partie des Bamboccianti.

## Biographie
Karel Dujardin est baptisé le 27 septembre 1626 à l’église luthérienne d’Amsterdam.
Bien que l'on ne dispose pas d'éléments certains permettant de dire auprès de qui il fit son apprentissage, on cite fréquemment à ce sujet les noms de Nicolaes Berchem et Paulus Potter.
Selon certains,, il aurait fait, entre 1646 et 1652, un premier voyage en Italie, mais il y a lieu d'en douter, étant donné l’âge qu’il devait avoir à cette époque. Vers 1648-1649, il part pour Lyon, où, si l'on en croit Arnold Houbraken, il se serait couvert de dettes et aurait épousé la femme qui l’hébergeait pour s’en sortir ; une histoire qui semble elle aussi assez peu crédible.
Dujardin se fixe ensuite à Paris : en 1649, il habite rue des Petits-Champs. Peu de temps après, on retrouve sa trace à Amsterdam, où il signe un acte en date du 29 août 1650 ; il y est présenté comme un marchand faisant route pour Paris. En 1650, il épouse dans la ville française une dénommée Susanna Van Roy.
En février 1651, Dujardin se rend de nouveau à Amsterdam ; il y est encore renseigné en 1652 et en septembre 1655,. Quelques années plus tard, il est à La Haye où, le 21 octobre 1656, il participe à la fondation de la corporation de peintres Confrérie Pictura et devient membre de la Schutterij. En octobre 1657, il réalise un tableau pour la guilde, et retourne, à la fin de 1658 ou au début de 1659, à Amsterdam,.
Le 24 mars 1675, il part vers l’île de Texel et, le 2 août, y embarque pour un voyage à destination de l’Italie. Il passe par Dunkerque (le 2 août), Douvres, Portsmouth (27 août), ensuite l'archipel des Berlengas (23 septembre), Cádiz (27 septembre) et Tanger (5 octobre). Le 6 octobre, il franchit Malaga et débarque à Alger huit jours plus tard. Il arrive enfin à Rome avant que l’année ne se soit écoulée,. Sa présence à Rome est signalée en 1675, 1676 et 1678. Là, il aurait été membre des Bentvueghels, qui lui auraient donné le surnom de « Bokkebaard » (« Barbe de bouc ») ; toutefois, d’après Houbraken, Dujardin reçut ce surnom sans pour autant avoir fait partie de la confrérie,.
En 1678, il se rend à Venise, où il meurt le 20 novembre de la même année.
Selon Houbraken, Dujardin aurait eu pour élève Jacob van der Does (1654-1699), deuxième du nom.

## Œuvre

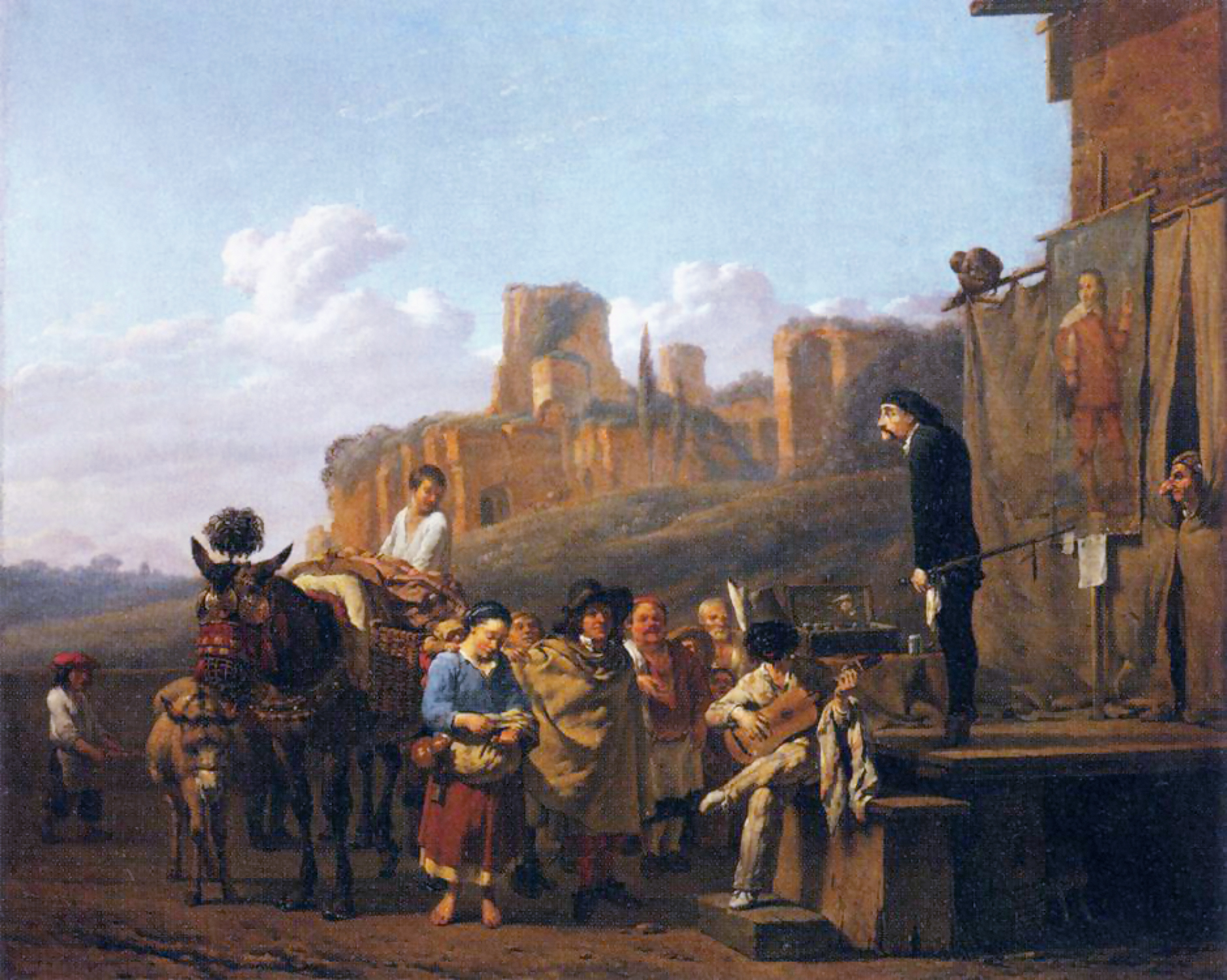
Les Charlatans italiens
1657 (Musée du Louvre)

Dujardin aborde des genres variés. À côté de ses paysages pastoraux, il exécute également des portraits et des scènes historiques et bibliques, des représentations d’animaux et des bambochades. Il est resté célèbre surtout pour son portrait de Michiel de Ruyter, qu’il rencontre à plusieurs reprises, et pour Les Charlatans italiens, tableau qui se trouve aujourd’hui au Musée du Louvre, et qui fut gravé par Boissieu. Dujardin lui-même grave à l'eau forte avec succès et publie, en 1652, un recueil de paysages composé de cinquante-deux planches.
Au musée Jeanne-d'Aboville de La Fère, dans l'Aisne, le Paysage avec personnages, inspiré par la campagne romaine, constitue un autre exemple de « tableau pastoral » intéressant dans la carrière de Dujardin.
Le thème des paysans cheminant à travers la campagne est présent dans son œuvre dans les années 1650. Toujours plus idyllique, il trahit l'intérêt de l'artiste pour la corporalité de ses figures de plus en plus grandes et leur intégration dans le paysage. Les lumières dorées de ses peintures se traduisent dans ses gravures par la clarté dégagée par les réserves de papier.
La  femme retenant sa jupe et découvrant ses mollets apparait à de très nombreuses occurrences dans son œuvre, tel l'un de ses « motifs-signatures » ; il l'applique même à la Vierge Marie dans un Retour d'Égypte de la Sainte Famille.

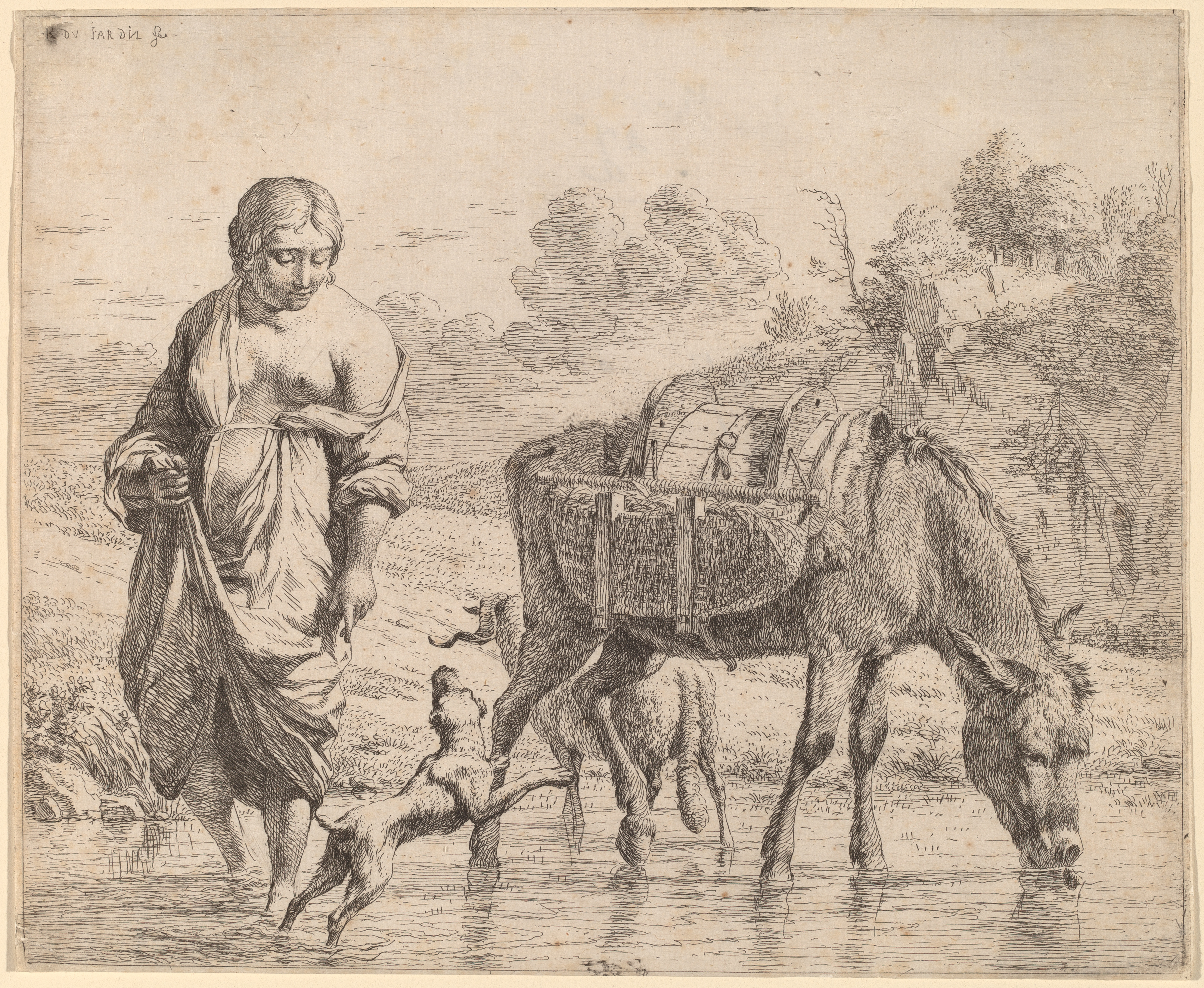
Paysanne, âne, chien, et bélier traversant un gué, entre 1652 et 1659
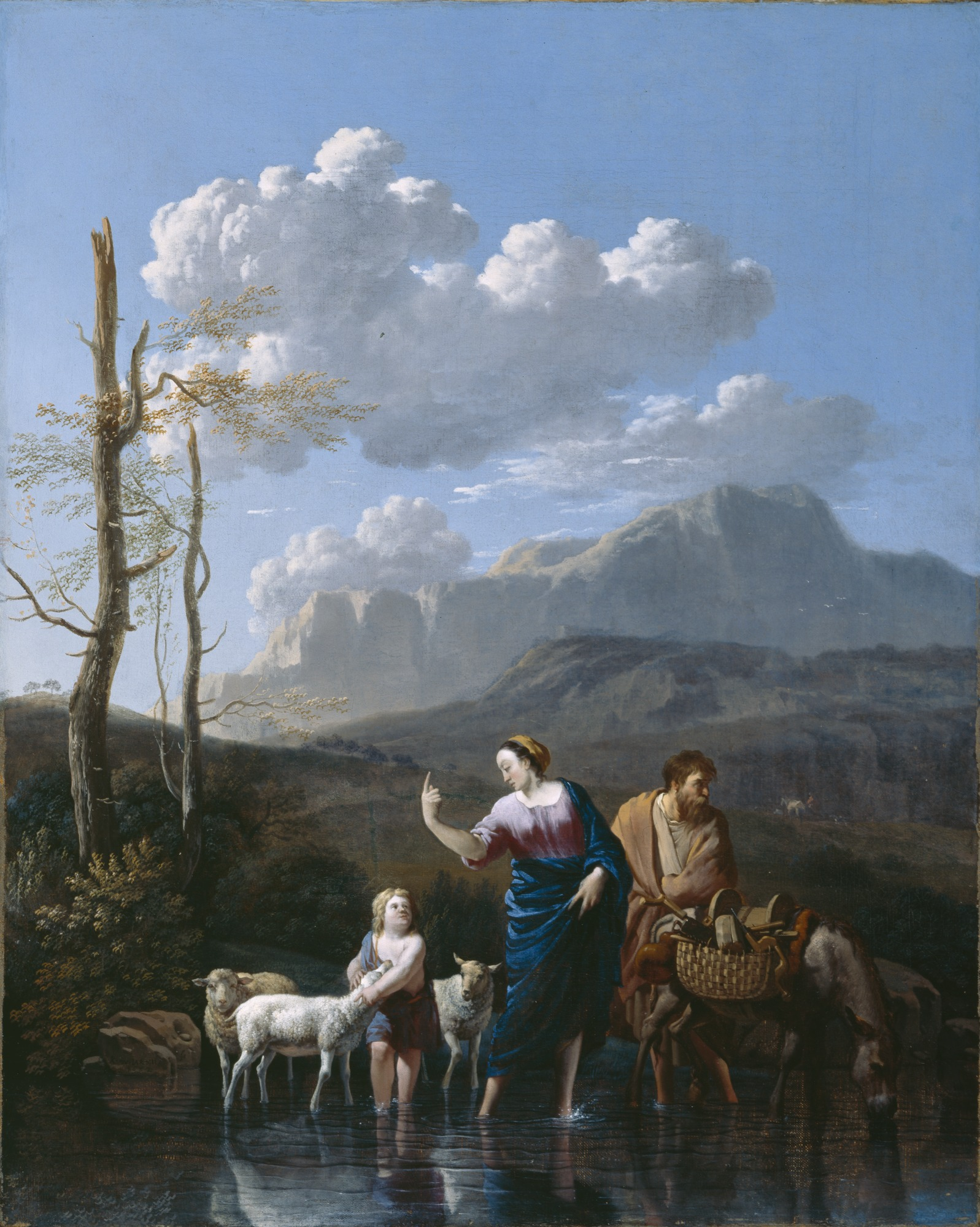
Retour d'Égypte de la Sainte Famille, 1662, Detroit Institute of Arts

- 1657 : Les Charlatans italiens, Huile sur toile, 45 × 52 cm, Musée du Louvre, Paris[12]
- vers 1657 : Jeune paysanne, trayant une vache, huile sur toile, 66 × 59 cm, Nationalmuseum, Stockholm[13]
- 1661 : Le Calvaire, Huile sur toile, 97 × 84 cm, Musée du Louvre, Paris[14]
- 1660 - 1665 : Paysage italien avec un jeune berger jouant avec son chien, huile sur panneau, 31 × 38 cm, Mauritshuis, La Haye[15]
- 1662 : Hagar et Ismaël dans le désert, huile sur toile, 187 × 143 cm, Ringling Museum, Sarasota[16]
- 1663 : Saint Paul guérissant les paralytiques à Lystra, huile sur toile, 179 × 139 cm, Rijksmuseum, Amsterdam[17]
- 1675 : Paysage dans la campagne romaine, au Musée royal des beaux-arts, à Anvers.

## Galerie d’œuvres

La Traite, vers 1657 Stockholm.
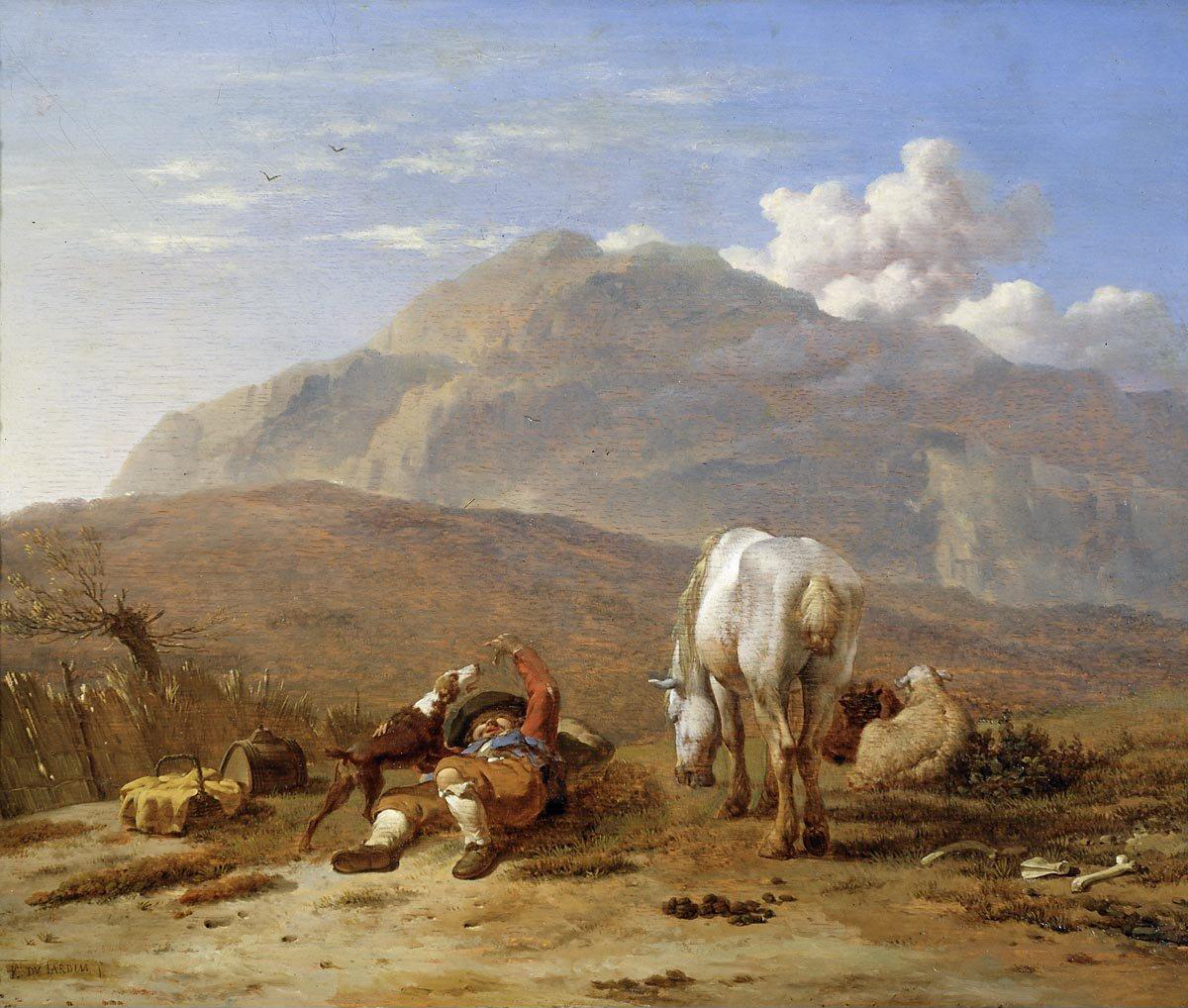
Le Berger, 1660-1665 Mauritshuis.
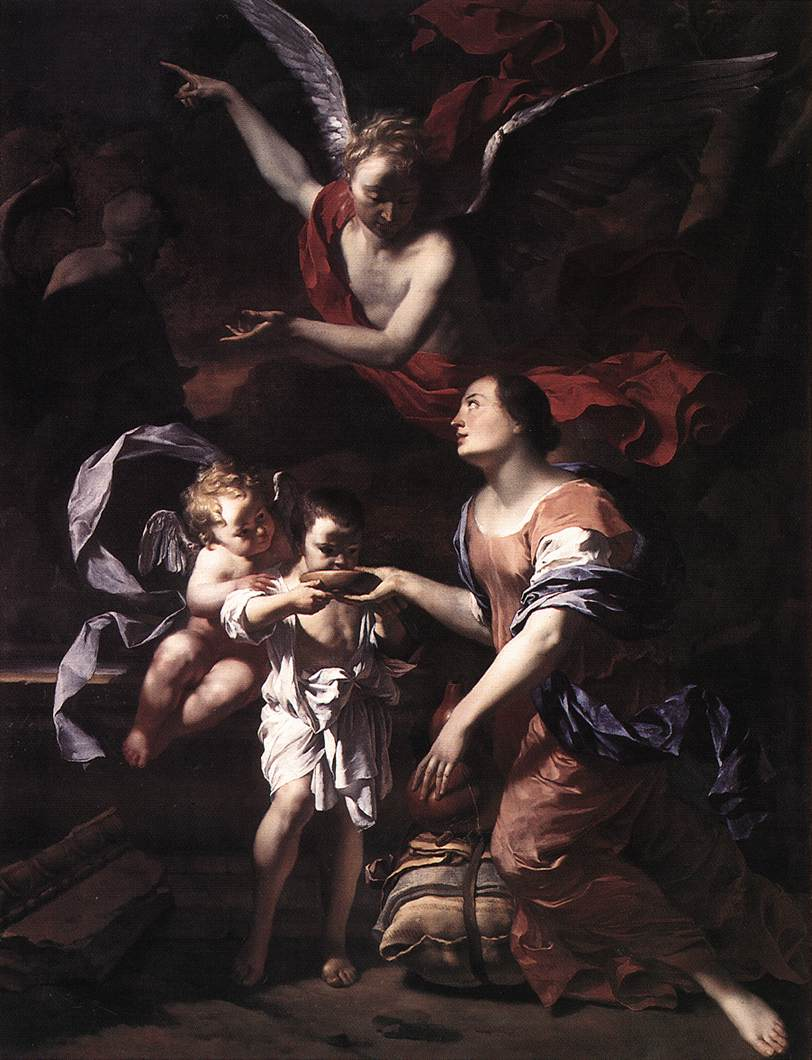
Agar et Ismaël dans le désert, 1662 Ringling Museum.
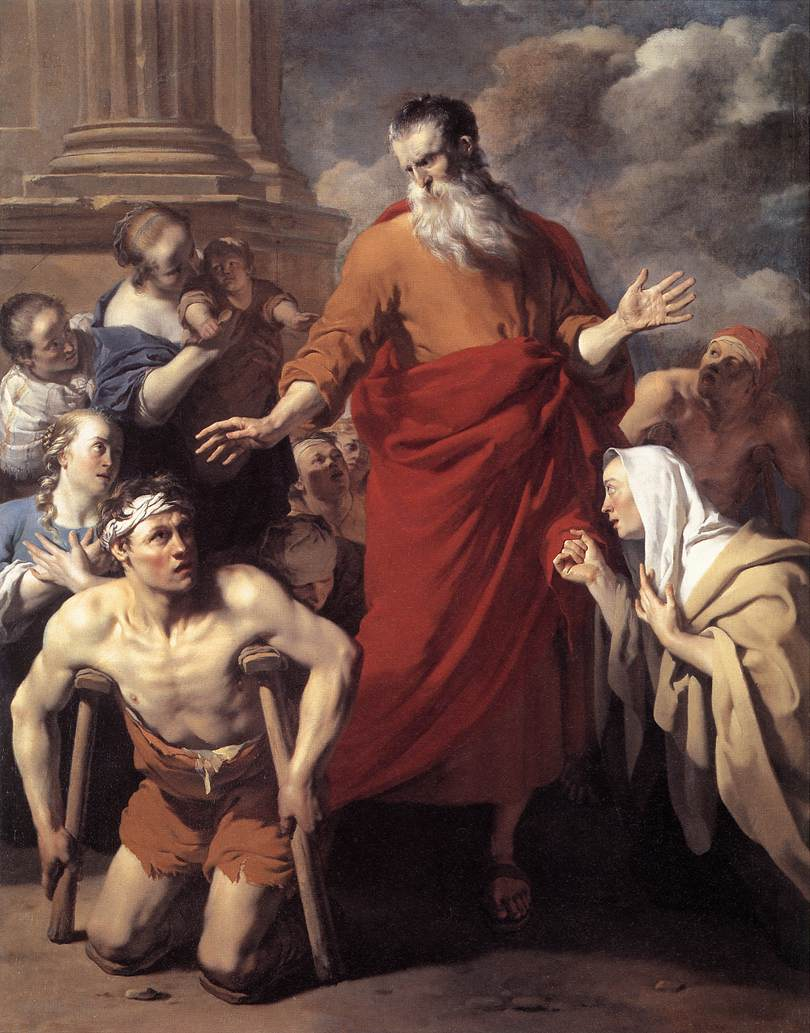
Saint Paul guérissant, 1663 Rijksmuseum.
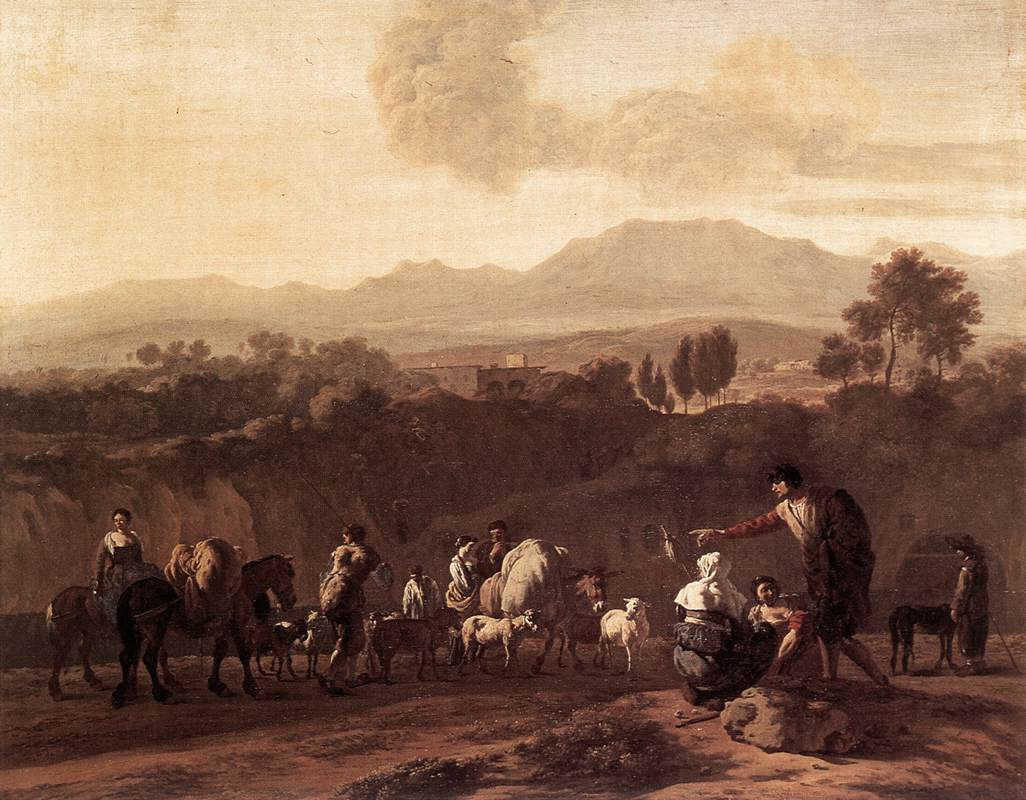
Campagne romaine.
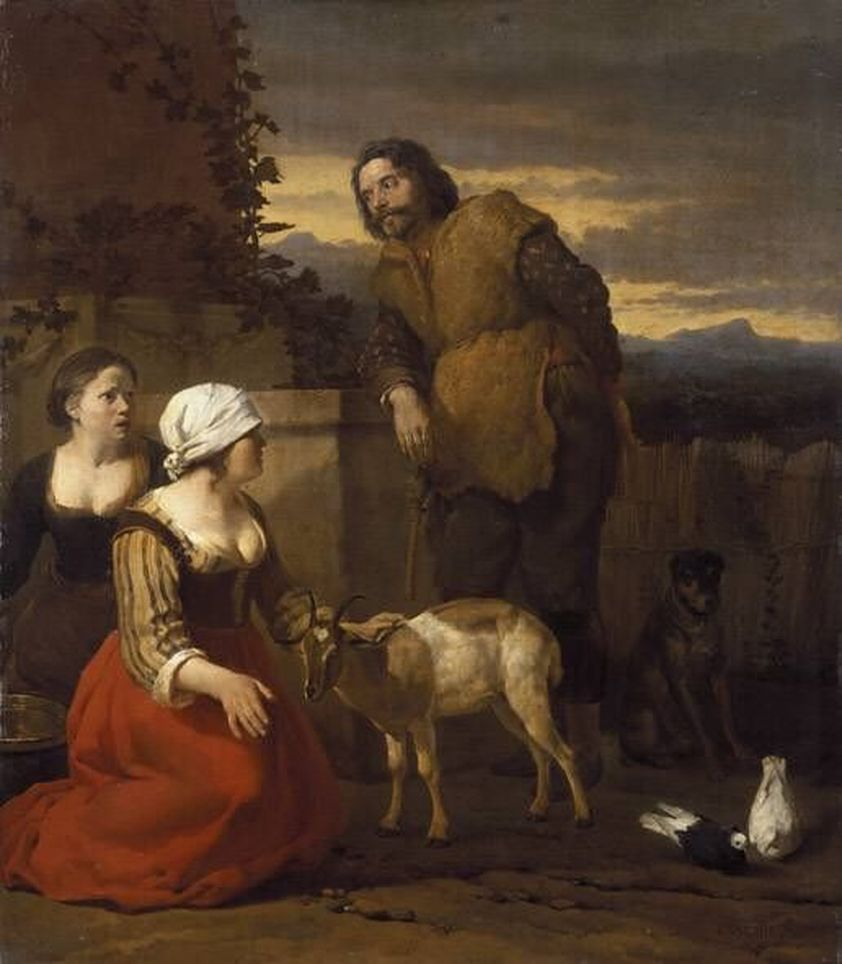
La Chèvre malade.
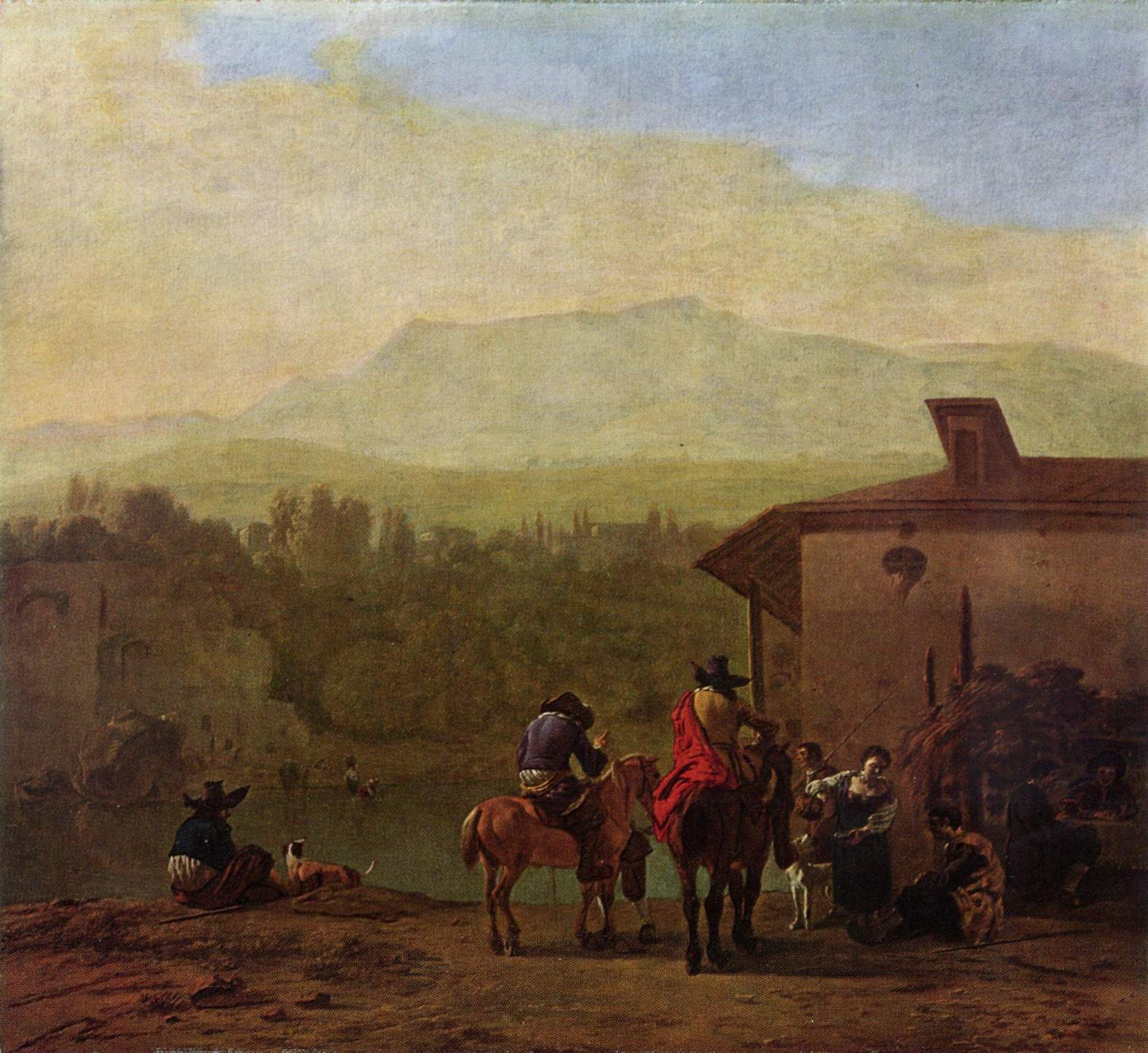
Auberge italienne.
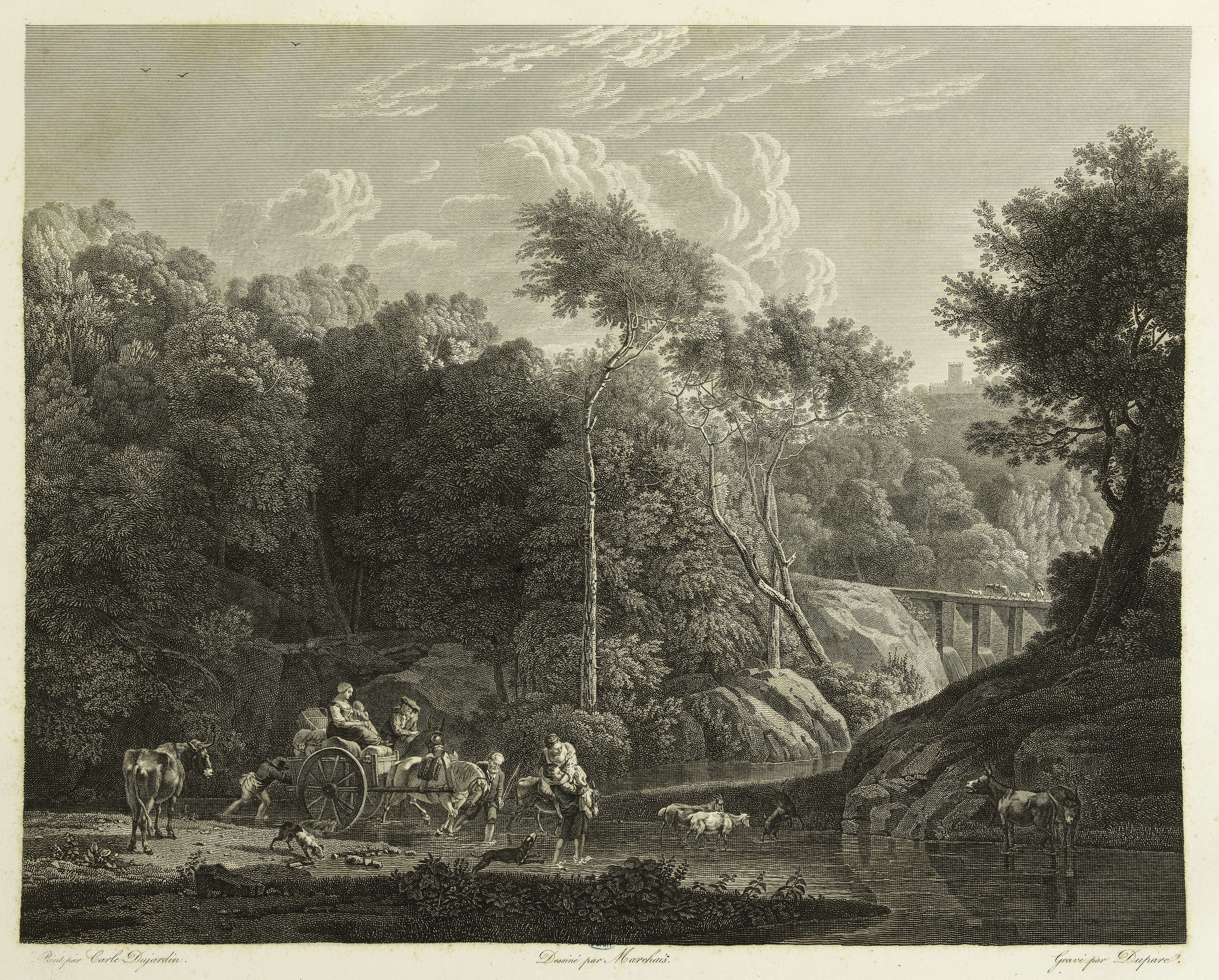
Le passage du gué gravé par Marie-Alexandre Duparc.